# Верретто
Верретто (італ. Verretto) — муніципалітет в Італії, у регіоні Ломбардія,  провінція Павія.
Верретто розташоване на відстані близько 450 км на північний захід від Рима, 50 км на південь від Мілана, 15 км на південь від Павії.
Населення — 391 особа (2014).

## Демографія
Населення за роками:

Станом на 1 січня 2023 року в муніципалітеті офіційно проживало 13 іноземців з 5 країн, серед них 3 громадяни країн Євросоюзу та 2 громадяни України.

## Сусідні муніципалітети
- Казатізма
- Кастеджо
- Кастеллетто-ді-Брандуццо
- Лунгавілла
- Монтебелло-делла-Батталья